# Cyaneolytta subclathrata
Cyaneolytta subclathrata es una especie de coleóptero de la familia Meloidae.

## Distribución geográfica
Habita en el Kilimanjaro (Tanzania).